# Candy Dulfer
Candy Dulfer (Amsterdam, 19 de Setembro de 1969), é uma saxofonista de jazz holandesa que começou a tocar aos 6 anos de idade. Ela fundou sua banda, chamada de Funky Stuff, aos quatorze anos de idade. Seu álbum de estreia, lançado em 1990 e intitulado "Saxuality" recebeu uma indicação ao prêmio Grammy. Ela gravou músicas com vários músicos notáveis, como seu pai Hans Dulfer, Prince, Dave Stewart, René Froger, Van Morrison e Maceo Parker. Também fez uma participação como saxofonista na música "Shine On You Crazy Diamond" da banda Pink Floyd, no show ao vivo "Live at Knebworth" realizado na cidade inglesa de Knebworth em 1990.  Ela foi a apresentadora da série de televisão intitulada "Candy meets..." (2007), onde entrevistava músicos. O seu estilo de jazz enquadra-se no pop e no smooth jazz.

## Discografia

### Álbuns
- Saxuality (1990)
- Sax-a-Go-Go (1993)
- Big Girl (1995)
- For the Love of You (1997)
- The Best of Candy Dulfer (1998)
- What Does It Take (1999)
- Girls Night Out (1999)
- Live in Amsterdam (2001)
- Dulfer Dulfer (2001)
- Right in My Soul (2003)
- Live at Montreux 2002 (2005)
- Candy Store (2007)
- Funked Up & Chilled Out (2009)
- Crazy (2010)
- Together (2017)
- We Never Stop (2022)